# París-Roubaix 2007
La París-Roubaix 2007 fue la 105.ª edición de esta carrera ciclista que tuvo lugar el 15 de abril de 2007 sobre una distancia de 259,5 km.

## Clasificación final
| Posición | Ciclista            | Equipo                | Tiempo     |
| -------- | ------------------- | --------------------- | ---------- |
| 1.       | Stuart O'Grady      | CSC                   | 6h 09' 07" |
| 2.       | Juan Antonio Flecha | Rabobank              | + 52"      |
| 3.       | Steffen Wesemann    | Team Wiesenhof Felt   | m.t.       |
| 4.       | Björn Leukemans     | Predictor-Lotto       | + 53"      |
| 5.       | Roberto Petito      | Liquigas              | + 55"      |
| 6.       | Tom Boonen          | Quick Step-Innergetic | m.t.       |
| 7.       | Roger Hammond       | T-Mobile              | m.t.       |
| 8.       | Enrico Franzoi      | Lampre                | + 56"      |
| 9.       | Kevin Van Impe      | Quick Step-Innergetic | + 1' 24"   |
| 10.      | Fabio Baldato       | Lampre                | + 2' 27"   |